# La Course by Le Tour de France 2020
La 7.ª edición de la La Course by Le Tour de France se celebró el 29 de agosto de 2020 sobre un recorrido de 96 km con inicio y final en la ciudad de Niza en Francia coincidiendo en calendario con la primera etapa del Tour de Francia 2020.
La carrera hizo parte del UCI WorldTour Femenino 2020 como competencia de categoría 1.WWT del calendario ciclístico de máximo nivel mundial siendo la cuarta carrera de dicho circuito y fue ganada por la ciclista británica Elizabeth Deignan del equipo Trek-Segafredo. El podio lo completaron las neerlandesas Marianne Vos del equipo CCC-Liv y Demi Vollering del equipo Parkhotel Valkenburg.

## Equipos
Tomarán la salida un total de 23 equipos, de los cuales participarán los 8 equipos de categoría UCI WorldTeam Femenino habilitados y 10 equipos de categoría UCI Continental Team Femenino invitados por la organización de la carrera, quienes conformaron un pelotón de 136 ciclistas de las cuales terminaron 62. Los equipos participantes son:
| translation for headoftableIII_translate index 58 not found (8)- Alé BTC Ljubljana - Canyon-SRAM Racing - CCC-Liv - FDJ-Nouvelle Aquitaine-Futuroscope - Mitchelton-Scott - Movistar Team - Sunweb Women - Trek-Segafredo UCI Women's continental teams (8)- Bizkaia-Durango - Boels Dolmans - Ceratizit-WNT Pro Cycling - Charente-Maritime Women Cycling - Cogeas Mettler Look - Paule Ka - Arkéa Pro Cycling Team - Tibco-Silicon Valley Bank Unknown team category (7)- Aromitalia Vaiano - Astana Women's - Hitec Products-Birk Sport - Lotto Soudal Ladies - Parkhotel Valkenburg-Destil - Rally - Valcar-Travel & Service |
| |

## Clasificaciones finales
Las clasificaciones finalizaron de la siguiente forma:

### Clasificación general
| \| Clasificación general \| Clasificación general \| Clasificación general \| Clasificación general \| Clasificación general \| \| Ciclista \| Ciclista \| Equipo \| Tiempo \| \| \| --------------------- \| --------------------- \| ---------------------------------- \| --------------------- \| --------------------- \| \| 1.ª \| Lizzie Deignan \| Trek-Segafredo \| 2 h 22 min 51 s \| \| \| 2.ª \| Marianne Vos \| CCC-Liv \| + 0 s \| \| \| 3.ª \| Demi Vollering \| Parkhotel Valkenburg \| + 0 s \| \| \| 4.ª \| Katarzyna Niewiadoma \| Canyon-SRAM Racing \| + 0 s \| \| \| 5.ª \| Annemiek van Vleuten \| Mitchelton-Scott \| + 0 s \| \| \| 6.ª \| Elisa Longo Borghini \| Trek-Segafredo \| + 7 s \| \| \| 7.ª \| Emilia Fahlin \| FDJ-Nouvelle Aquitaine-Futuroscope \| + 1 min 50 s \| \| \| 8.ª \| Elisa Balsamo \| Valcar-Travel & Service \| + 1 min 50 s \| \| \| 9.ª \| Soraya Paladin \| CCC-Liv \| + 1 min 50 s \| \| \| 10.ª \| Liane Lippert \| Sunweb \| + 1 min 50 s \| \| |                      |                                    |                 |
| |                      |                                    |                 |
| Fuente: ProCyclingStats |                      |                                    |                 |
| Clasificación general |                      |                                    |                 |
| Ciclista | Ciclista             | Equipo                             | Tiempo          |
| 1.ª | Lizzie Deignan       | Trek-Segafredo                     | 2 h 22 min 51 s |
| 2.ª | Marianne Vos         | CCC-Liv                            | + 0 s           |
| 3.ª | Demi Vollering       | Parkhotel Valkenburg               | + 0 s           |
| 4.ª | Katarzyna Niewiadoma | Canyon-SRAM Racing                 | + 0 s           |
| 5.ª | Annemiek van Vleuten | Mitchelton-Scott                   | + 0 s           |
| 6.ª | Elisa Longo Borghini | Trek-Segafredo                     | + 7 s           |
| 7.ª | Emilia Fahlin        | FDJ-Nouvelle Aquitaine-Futuroscope | + 1 min 50 s    |
| 8.ª | Elisa Balsamo        | Valcar-Travel & Service            | + 1 min 50 s    |
| 9.ª | Soraya Paladin       | CCC-Liv                            | + 1 min 50 s    |
| 10.ª | Liane Lippert        | Sunweb                             | + 1 min 50 s    |

## Ciclistas participantes y posiciones finales
Convenciones:
- AB-N: Abandono en la etapa "N"
- FLT-N: Retiro por llegada fuera del límite de tiempo en la etapa "N"
- NTS-N: No tomó la salida para la etapa "N"
- DES-N: Descalificado o expulsado en la etapa "N"

## UCI WorldTour Femenino
La Course by Le Tour de France otorgó puntos para el UCI World Ranking Femenino para corredoras de los equipos en las categorías UCI Team Femenino. Las siguientes tablas muestran el baremo de puntuación y las 10 corredoras que obtuvieron más puntos:
| Posición   | 1.ª | 2.ª | 3.ª | 4.ª | 5.ª | 6.ª | 7.ª | 8.ª | 9.ª | 10.ª | 11.ª | 12.ª | 13.ª | 14.ª | 15.ª | 16.ª-20.ª | 21.ª-30.ª | 31.ª-40.ª |
| Puntuación | 400 | 320 | 260 | 220 | 180 | 140 | 120 | 100 | 80  | 68   | 56   | 48   | 40   | 32   | 28   | 24        | 16        | 8         |

| Clasificación |                      |                                    |        |
| Posición      | Ciclista             | Equipo                             | Puntos |
| ------------- | -------------------- | ---------------------------------- | ------ |
| 1.ª           | Elizabeth Deignan    | Trek-Segafredo                     | 400    |
| 2.ª           | Marianne Vos         | CCC-Liv                            | 320    |
| 3.ª           | Demi Vollering       | Parkhotel Valkenburg               | 260    |
| 4.ª           | Katarzyna Niewiadoma | Canyon SRAM Racing                 | 220    |
| 5.ª           | Annemiek van Vleuten | Mitchelton Scott                   | 180    |
| 6.ª           | Elisa Longo Borghini | Trek-Segafredo                     | 140    |
| 7.ª           | Emilia Fahlin        | FDJ Nouvelle Aquitaine Futuroscope | 120    |
| 8.ª           | Elisa Balsamo        | Valcar-Travel & Service            | 100    |
| 9.ª           | Soraya Paladin       | CCC-Liv                            | 80     |
| 10.ª          | Liane Lippert        | Sunweb                             | 68     |